# Public-Private Investment Program
Het Public-Private Investment Program is een Amerikaans programma voor het opkopen van slechte en gesecuritiseerde leningen, voor de gelegenheid omgedoopt in "legacy loans" en "legacy securities". Het plan werd door de Amerikaanse minister van Financiën Timothy Geithner gepresenteerd op 23 maart 2009, als onderdeel van een pakket maatregelen van de regering-Obama om de economische crisis te beteugelen die was ontstaan door de kredietcrisis van 2007-2008. In het plan werken de Treasury (ministerie van Financiën), de Amerikaanse centrale bank en de Federal Deposit Insurance Company samen met private investeerders.
In opzet nemen private partijen één-op-één met de overheid deel in een investeringsfonds, waarvan het kapitaal door een gegarandeerde lening van de FDIC wordt opgehoogd. De Treasury heeft hiervoor $ 75 miljard tot maximaal $100 miljard beschikbaar, afkomstig uit het Troubled Asset Relief Program, het reddingsplan voor de banken dat in oktober 2008, nog onder president Bush, werd aangenomen door het Congres en tot wet verheven als het Amerikaans economisch reddingsplan 2008. Doel van het programma is de verstopte markt voor illiquide leningen weer op gang te brengen en zodoende de banken weer in staat te stellen hun normale functie als geldschieters voor bedrijfsleven en consumenten te hervatten.
Het programma werd door Geithner al op 10 februari aangekondigd, echter nog zonder met details te komen. De markt reageerde dan ook teleurgesteld; als grootste probleem gold de moeilijkheid om tot een waardebepaling voor de "giftige" derivaten te komen, een probleem dat de vorige minister van Financiën Hank Paulson niet had kunnen oplossen. Het nieuwe plan bood hiervoor een oplossing door tot een prijsbepaling te komen middels veilingen. Daarnaast zou het plan tot $500 miljard aan "geërfde" leningen en derivaten van de balansen van banken moeten halen, eventueel zelfs uitbreidbaar tot $ 1000 miljard.

## Achtergrond
In de zomer van 2007 barstte de housing bubble: na jaren van stijging van de huizenprijzen en al te gemakkelijk verstrekte hypotheken begonnen de huizenprijzen te dalen, waardoor veel hypotheken niet meer volledig gedekt werden door hun onderliggende waarde. De variabele rentes stegen echter wel, hetgeen een golf van gedwongen verkopen teweegbracht. Inmiddels waren die hypotheken echter verpakt en wereldwijd doorverkocht als complexe financiële producten zoals Collaterized debt obligations, waarmee de connectie tussen derivaat en oorspronkelijke waarde verdween. Er kon, kort gezegd, niet meer worden vastgesteld in hoeverre al degenen in het "pakket" hun schuld daadwerkelijk zouden aflossen. De Amerikaanse government sponsored entreprises Fannie Mae en Freddie Mac, die een belangrijke taak hadden bij het eigen woningbezit van doorsnee Amerikanen door leningen en garanties, leden dan ook verliezen van vele honderden miljarden en moesten eind 2008 worden genationaliseerd. De toxic assets die daarmee samenhingen, belastten talloze commerciële banken intussen voor een geschat bedrag van $1400 miljard. Behalve de hypotheken, werden ook consumentenleningen (leningen voor auto's, creditcardschulden en studentenleningen), vaak aangegaan voor de overwaarde van het gekochte huis, een blok aan het been van de banken.
Na de val van een van de grootste commerciële banken, Lehman Brothers in september 2008, viel het hele systeem van op hypotheken en consumentenleningen gebaseerde derivaten, als een kaartenhuis in elkaar. Banken vertrouwden elkaars balansen niet meer, mede omdat een groot deel van de derivatenhandel buiten de balans was gehouden. De derivatenhandel kwam volledig stil te liggen en de banken kwamen in acute geldnood doordat ook de interbancaire leningen stokten. Acties van de centrale banken, die grote hoeveelheden geld in het banksysteem pompten en hun rente tot praktisch nul verlaagden, hadden weinig resultaat.
Het plan van Geithner beoogde dan ook de giftige leningen uit de markt te halen, zodat het onderlinge vertrouwen van de banken werd hersteld.

## Basisprincipes
Volgens het persbericht van de Treasury berustte het plan op drie basisprincipes:
- De grootst mogelijke winst voor de belastingbetaler
- Deling van risico en winst met private investeerders
- Waardebepaling door de private markt

Het werd in deze gedachte onwenselijk geacht dat banken zelf geleidelijk hun "giftige" bezittingen van hun balans zouden halen (het Japanse model van de jaren 90) of dat de regering direct zulke leningen zou opkopen, zonder te weten wat ze in de markt waard waren. Het publiek-private model zou dus tot een snellere liquidatie moeten komen zonder al te grote verliezen, zowel voor de markt als voor de overheid.

## Componenten
Het plan voorzag in twee componenten:
- Legacy Loans: slechte leningen die op de balans staan (en waarvan de waarde min of meer kan worden bepaald). Op dergelijke leningen kon door iedere partij worden geboden in speciale veilingen; het inleggeld wordt door de Treasury verdubbeld en met een door de FDIC gegarandeerde lening van de Fed, nogmaals verzesvoudigd.
- Legacy Securities: doorverpakte leningen buiten balans, waarvan de waarde onbepaalbaar is. Hierop kon door een beperkt aantal "asset managers" ( 5 tot 10) worden ingeschreven; de Treasury neemt deel op 1:1 basis en eventueel op 1:2 basis.

### Legacy Loans Program
De Treasury legde dit plan als volgt uit:
- een bank biedt een pakket leningen aan voor een nominale waarden van $100, te veilen onder auspiciën van de FDIC;
- de geschatte waarde ter veiling is $84;
- investeerders stichten een fonds ter waarde van $6, dat door de Treasury wordt verdubbeld tot een waarde van $12;
- de FDIC legt hier vervolgens een 6:1 lening bij ter waarde van $72.

De eventuele winst zou worden gedeeld door de investeerder en Treasury, bij verlies raakt de investeerder maximaal zijn inleg kwijt.
In principe konden alle investeerders hieraan deelnemen, zowel particuliere investeerders en fondsen als hedgefunds en banken. Banken boden hun leningen aan, die via veilingen (door de FDIC gereguleerd) door public-private investment funds (PPIF's) konden worden opgekocht. De bedoeling was hiermee tot een door de markt bepaalde prijs te komen.
De FDIC publiceerde op 16 september 2009 de eerste transactie op grond van het Legacy Loans Program: circa $ 1,3 miljard aan hypotheken uit de portefeuille van de failliete Franklin Bank werden voor $ 856 miljoen verkocht aan een rechtspersoon waarin een private partij (Residential Credit Solutions Inc.) voor $ 64,2 miljoen een 50%-belang nam. De overige financiering bestond uit een belang van de FDIC en een lening van de FDIC van $ 727,8 miljoen. De koers waartegen de leningen werden overgenomen was gemiddeld 70,63%.

### Legacy Securities Program
Dit programma was alleen bedoeld voor een uitgelezen groep "asset managers" met bewezen ervaring in de handel in "giftige" leningen (in eerste instantie vijf, mogelijk tien). Zij werden geacht de derivaten op te kopen waar niemand raad mee wist. De staat nam voor 50% deel, en eventueelzouden de leningen gegarandeerd worden voor nog 50%.

## Ontvangst en commentaren
De eerste ontvangst van dit programma was er een van een win-win-winsituatie: banken, investeerders en belastingbetalers zouden hier alleen op kunnen winnen. Banken raakten hun giftige assets kwijt, voor investeerders lag er een mooi terrein braak en de overheid deelde mee in de winst.
Allengs werden de commentaren echter kritischer, vooral op het eerste deel van het plan. Willem Buiter, hoogleraar aan de London School of Economics, ontrafelde het plan meteen als een constructie waarin banken en investeerders met de fruitmand weglopen, terwijl belastingbetalers en de Fed als een citroen worden uitgeknepen; het splitsen van banken in een "good bank" en een "bad bank", die de rekening zou presenteren aan de beleggers, leek hem (evenals verschillende anderen) een veel beter idee. Een sterke stroming gaf de voorkeur aan nationalisatie. Anderen vonden dat de gekozen oplossing zo lek was als een mandje. Zo werd gewezen op de volgende problemen:
- Het risico van de overheid was vele malen groter dan dat van de investeerder. De leverage van 6:1 die geboden wordt door de FDIC, betekent immers ook, dat de belastingbetalers zes keer het risico dragen van de investeerder, terwijl de eventuele winst hoogstens sam-sam is[4].
- Er zaten tal van gaten in het plan, waardoor banken konden profiteren zonder te betalen. Het was bijvoorbeeld mogelijk een vehikel op te richten die de assets van de eigen bank aankoopt en voor een veel hogere prijs verkoopt.
- Banken konden via allerlei vehikels, elkaars slechte assets aankopen, die middels federale garantie plotseling geen gevaar meer zouden vormen voor de balans[5].
- Grote investeerders in een bepaalde bank zouden de beurskoers zodanig kunnen beïnvloeden, dat het eventuele verlies dat ze boeken op de investering in slechte leningen, meer dan goed gemaakt wordt door de koerswinst.
- Banken zouden alleen hun slechtste leningen aanbieden; recapitalisatie van de banken was alleen mogelijk door verkoop ver boven de marktprijs[6].

### Vermoeden van oneigenlijk gebruik
Begin 2010 zouden private investeerders voor circa $ 6 miljard aan het programma hebben meegedaan. De Treasury zou voor een gelijk bedrag aan risicodragend kapitaal hebben geïnvesteerd, en voor $ 12 miljard aan leningen hebben verstrekt. Welke leningen, en tot welke bedragen, met deze $ 24 miljard werden aangekocht werd echter niet bekendgemaakt. In het vooruitzicht van een toenemende vraag naar deze leningen, zouden de prijzen ervan echter aanmerkelijk zijn opgedreven, van circa 35% in maart 2009 tot circa 58% medio december 2009. Diverse grote Amerikaanse banken, tevens ontvangers van overheidssteun, zouden hiervan hebben geprofiteerd.

### Beperkt gebruik van het programma
Ultimo september 2010 was onder dit programma in totaal $ 29,4 miljard bijeengebracht door beleggers en de Amerikaanse overheid; hiervan was een bedrag van $ 19,3 miljard besteed aan de aankoop van reeds bestaande leningen ($ 15,9 miljard woninghypotheken en $ 3,4 miljard aan hypotheken op commercieel onroerend goed). Het rendement op deze investeringen zou gemiddeld 36% hebben bedragen.